# (32194) 2000 NY27
2000 NY27 (asteroide 32194) é um asteroide da cintura principal. Possui uma excentricidade de 0.04391060 e uma inclinação de 9.83730º.
Este asteroide foi descoberto no dia 4 de julho de 2000 por LONEOS em Anderson Mesa.